# Amphorella producta
Amphorella producta (лат.) — вид лёгочных земляных улиток из семейства Ferussaciidae. Этот вид является эндемиком острова Мадейры, принадлежащего Португалии. Размножение половое. Вид находится под угрозой вымирания из-за разрушения среды обитания.

## Охранный статус
МСОП присвоил данному виду охранный статус VU.